# Erax barbatus
Erax barbatus là một loài ruồi trong họ Asilidae. Erax barbatus được Scopoli miêu tả năm 1763.